# Venera iz Hohle Felsa
Venera iz Hohle Felsa (znana tudi kot Venera iz Schelklingena; v nemščini različno Venus vom Hohlen Fels, vom Hohle Fels; Venus von Schelklingen) je zgornjepaleolitska figurica Venere iz mamutove slonovine, ki je bila odkrita leta 2008 v Hohle Felsu, jami blizu Schelklingena v Nemčiji. Datirana je med 40.000 in 35.000 leti, pripada zgodnjemu aurignaciju, na samem začetku zgornjega paleolitika, ki je povezan z najzgodnejšim pojavom kromanjonca v Evropi.
Figura je najstarejši nesporen primer upodobitve človeka. V figurativnem smislu je starejša le zoomorfna figurica človeka z levjo glavo. Figurica Venere je v Prazgodovinskem muzeju Blaubeuren (Urgeschichtliches Museum Blaubeuren).

## Kontekst
Pokrajina Švabska Jura v Nemčiji ima številne jame, ki so dale številne artefakte iz mamutove slonovine iz obdobja zgornjega paleolitika. Do danes je bilo odkritih približno 25 predmetov. Med njimi sta figurica Levji človek iz Hohlenstein Stadel izpred 40.000 let  in piščal iz slonovine, najdena v Geißenklösterleju, datirana pred 42.000 leti. Ta gorska regija je v Baden-Württembergu in jo na jugovzhodu omejuje Donava, na severozahodu zgornji Neckar, na jugozahodu pa se dviga do višjih gora Schwarzwalda.
Ta koncentracija dokazov o popolni vedenjski modernosti, vključno s figurativno umetnostjo in instrumentalno glasbo med ljudmi v obdobju pred 40 do 30 tisoč leti, je edinstvena po vsem svetu in njen odkritelj, arheolog Nicholas Conard, domneva, da so nosilci aurignacijske kulture v Švabski Juri je mogoče pripisati izum, ne le figurativne umetnosti in glasbe, ampak verjetno tudi najzgodnejše verske prakse. V razdalji 70 cm od figurice Venere je Conardova ekipa našla tudi piščal, narejeno iz kosti jastreba. Dodatni artefakti, izkopani iz iste jamske plasti, so vključevali naplavine, obdelane s kremenjem, obdelano kost in izrezljano slonovino, pa tudi ostanke tarpanov, severnih jelenov, jamskih medvedov, volnatih mamutov in alpskih kozorogov.

## Odkritje
Odkritje Venere iz Hohle Felsa s strani arheološke ekipe pod vodstvom Nicholasa J. Conarda iz Universität Tübingen Abteilung Ältere Urgeschichte und Quartärökologie je potisnilo datum najstarejše znane človeške figurativne umetnosti  za več tisočletij,  saj so  umetniška dela nastajala v celotnem aurignacijskem obdobju.
Izjemno zgodnjo figurico je septembra 2008 v jami z imenom Hohle Fels (švabsko nemško za "votlo skalo") v bližini Schelklingena, približno 15 km zahodno od Ulma, Baden-Württemberg, na jugozahodu Nemčije, odkrila ekipa iz Univerze v Tübingenu pod vodstvom profesorja arheologije Nicholasa Conarda, ki je poročal o njihovi najdbi v reviji Nature. Figurica je bila najdena v jamski dvorani, približno 20 m od vhoda in 3 m pod sedanjim nivojem tal. V bližini je bila najdena kostna piščal izpred približno 42.000 let, najstarejše znano nesporno glasbilo.
Leta 2015 je ekipa predstavila še dva kosa izrezljane mamutove slonovine, odkrita na mestu, ki sta bila identificirana kot deli druge ženske figurice. Venera in fragment sta prikazana v primerjavi tukaj.

## Opis
Figurica je bila izklesana iz okla dlakavega mamuta in je razdrobljena na drobce, od katerih jih je bilo šest najdenih, leva roka in rama pa še vedno manjkata. Namesto glave ima figurica perforirano izboklino, zaradi česar so jo morda lahko nosili kot amulet.

## Interpretacija
Odkritelj, antropolog Nicholas Conard, je dejal: »Ta [figura] govori o seksu, razmnoževanju ... [je] izjemno močan prikaz bistva ženske«. Antropolog Paul Mellars z univerze Cambridge je predlagal, da bi – po sodobnih standardih – figurico »mogoče razumeti kot mejo na pornografsko«.
Antropologi z univerze Victoria v Wellingtonu so predlagali, da takšne figurice niso bile upodobitve lepote, ampak so predstavljale »upanje na preživetje in dolgoživost v dobro hranjenih in reproduktivno uspešnih skupnostih«, kar odraža konvencionalno interpretacijo teh vrst figuric kot boginja plodnosti.